# Sophia Chikirou
Sophia Chikirou (geboren am  3. Juni 1979 in Bonneville, Haute-Savoie) ist eine französische Medienberaterin und Politikerin, die seit den Parlamentswahlen im Mai 2022 den 6. Pariser Wahlkreis als Abgeordnete in der Nationalversammlung vertritt.
Sie ist Mitglied der linkspopupilistischen La France insoumise (FI) und gilt als enge Vertraute des Parteiführers Jean-Luc Melenchon. Seit 2021 ist sie auch Regionalrätin der Region Île-de-France.

## Laufbahn
Chikirou stammt aus Bonneville und wuchs in Scionzier (Haute-Savoie) auf.

### Politische Karriere
Kaum volljährig, tritt sie 1997 in die Sozialistische Partei ein. Von 2002 bis 2007 arbeitet sie als parlamentarische Assistentin von Michel Charzat, der den 21. Wahlkreis von Paris in der Nationalversammlung vertrat und Burgmeister des 20. Arrondissement von Paris war. Im November 2005 wurde sie Mitglied des Nationalrats der PS und Sprecherin des ehemaligen Premierministers Laurent Fabius im Rahmen von dessen Vorwahlkampagne, um als PS Kandidat für die Präsidentschaftswahl 2007 aufzutreten. Zu dieser Zeit lernte sie Jean-Luc Mélenchon kennen, einen weiteren Unterstützer von Laurent Fabius. Unterstützt von Michel Charzat, der wegen Mandatshäufungverbot selbst nicht auftreten kann, kandidiert sie für die Parlamentswahl 2007 als Vertretung des 21. Wahlkreis von Paris. Trotz der Nominierung als offizielle PS-Kandidatin von George Pau-Langevin, ehemalige Präsidentin der Bewegung gegen Rassismus und für Freundschaft zwischen den Völkern (MRAP), kündigt Chikirou an, sie werde an ihrer Kandidatur festhalten. Michel Charzat beschließt daraufhin, sich als Dissidentenkandidat zu präsentieren, mit Sophia Chikirou als Stellvertreterin unter der Bezeichnung „Divers gauche (DVG)“ zu Deutsch Diverse Linke, diesmal gegen Frédérique Calandra, die offizielle PS-Kandidatin. Beide scheiterten in beiden Wahlen und werden umgehend aus der Sozialistischen Partei ausgeschlossen.
Im November 2007 schloss sie sich der kurzlebigen Bewegung La Gauche moderne an, die von Jean-Marie Bockel, damaligen Staatssekretär in der zweiten Regierung von liberalen François Fillon, gegründet wurde, als Nicolas Sarkozy die Öffnung nach links anstrebe. Sie erklärt, dass sie „nicht am Präsidentschaftsprogramm festhält, sondern Nicolas Sarkozys Wunsch nach Reformen unterstützt“ und dass sie „verstanden habe, dass er [Nicolas Sarkozy] an dem Tag gewonnen hatte, als er von einem Ministerium für nationale Identität sprach. Diese Frage der Identität ist zentral, sie musste angegangen werden.“
Sie scheitert dabei, die Unterstützung der rechts-liberalen Union pour un mouvement populaire (UMP) zu erhalten, um sich bei den Kommunalwahlen 200819 als Spitzenreiterin der Liste der Modernen Linken zu präsentieren.
Ab 2008 übernahm sie die Kommunikationsstrategie für Jean-Luc Mélenchon, und laut Le Nouvel Observateur war sie Ende 2010 kurzzeitig zweimal parlamentarische Assistentin von Jean-Luc Mélenchon. Seit 20 16 ist sie Mitglied von La France Insoumise. Bei der Parlamentswahl 2022 wurde sie für den 6. Pariser Wahlkreis ins Parlament gewählt, wo sie die Nachfolge des bisherigen Abgeordneten Pierre Person von La République En Marche antrat, der sich nicht zur Wiederwahl gestellt hatte. Bei den vorgezogenen Parlamentswahl vom 30. Juni 2024 wurde sie in der ersten Runde wiedergewählt.

### Tâtigkeit als
Sophia Chikirou gründete im Juli 2011 gemeinsam mit zwei Mitgesellschaftern, Arnaud Champremier-Trigano und Alban Fischer, das Medienberatungsunternehmen Mediascope. Im Jahr 2013 verkauften ihre beiden Partner ihre Anteile an Mediascop an Sophia Chikirou, die damit alleinige Eigentümerin wurde. Im Jahr 2013 engagierte sich Sophia Chikirou durch Mediascop in die Kommunikation des ehemaligen Traders Jérôme Kerviel der 2008 mit unerlaubten Trading circa 4,9 Mrd. Euro zu Lasten der Société Générale verlor. Im Jahr 2014 beobachtet sie politischen Kampagnen, insbesondere in Ecuador, wo sie eine Kampagne der Regierung gegen den amerikanischen Ölkonzern Chevron verfolgte, der der Verschmutzung des Amazonas-Regenwaldes beschuldigt wurde. Auch Jean-Luc Mélenchon reist nach Ecuador, um diese internationale Kampagne zu verfolgen.
Im Frühjahr 2016 beobachtet sie den US-Wahlkampf von Bernie Sanders für die Präsidentschaftsvorwahlen der Demokratischen Partei. Sie verinnerlichte dabei seine Strategie, die traditionellen Medien zu umgehen, indem er die Kommunikation in sozialen Netzwerken verschiebt: diese Strategie wird sie während des Präsidentschaftswahlkampfs von Jean-Luc Mélenchon, für wen sie Kommunikationsdirektorin ist, verwenden ebenso wie sie das Konzept der Website des Kandidaten, L'Avenir en commun, aufstellt. Ebenfalls 2016 wird Sophia Chikirou verantwortlich für eine ständige Kontaktmission mit der spanischen politischen Bewegung Podemos. Im Jahr 2017 übernahm sie offiziell die Kommunikationsstrategie für Jean-Luc Mélenchon im Präsidentschaftswahlkampf. Im Juli 2018 gab Sophia Chikirou ihre Position als Präsidentin des Presseunternehmens und Publikationsleiterin der Nachrichtenseite Le Média auf, die sie im Herbst 2017 mitgegründet hatte, um während des Jahres erneut Kommunikationsberaterin von Jean-Luc Mélenchon zu werden. Dennoch bleibt Sophia Chikirou Präsidentin der audiovisuellen Produktionsfirma der Website Le Média.

### Interessenkonflikte
Laut der Zeitung Le Monde wurden ihre Auslandsreisen (nach Ecuador im Jahr 2013, in die USA und nach Spanien im Jahr 2016, sowie nach Mexiko im Jahr 2018) durch einen Vertrag über 14.000 Euro finanziert, der zwischen Mediascop und dem Europaabgeordneten Jean-Luc Mélenchon unterzeichnet und auf dessen parlamentarischen Budget bezahlt wurde. Darüber hinaus wurden zwei Überweisungen in Höhe von insgesamt 12.900 Euro auf die Konten von Sophia Chikirou und Mediascop getätigt vom Verein Politique à gauche, dessen Ziel es ist, „die Ideen (…) von Jean-Luc Mélenchon mit allen Mitteln zu fördern und zu verbreiten.“
- Eine erste Überweisung in Höhe von 8.400 Euro wurde von Jean-Luc Mélenchon beantragt, um die Verzögerung bei der Auszahlung der Mittel aus seinem Parlamentsrahmen auszugleichen. Bis September 2023 war dieser Vorschuss nicht zurückgezahlt.
- Eine zweite Überweisung von 4.500 Euro auf das Konto von Sonia Chikirou sollte das Schreiben eines Buches über die Kampagne von Bernie Sanders in den Vereinigten Staaten ermöglichen. Das Projekt wurde abgebrochen, jedoch ohne Rückerstattung dieser Summe (Stand September 2023).[5][6][7]

Im September 2024 wurde Chikirou schweren Betrug im Rahmen von Mélenchons Präsidentschaftskampagne 2017 angeklagt.

## Privates
Chikirou gilt als Lebenspartnerin von Jean-Luc Melenchon; 2019 klagte Mélenchon auf Unterlassung gegen das Klatschmagazin Closer, das von der mutmasslichenBeziehung berichtete, unterlag aber vor Gericht.  Sophia Chikirou wurde bei Jean-Luc Mélenchon 2018 bei einer frühmorgendliche Hausdurchsuchung des Politikers im Rahmen einer Wahlkampfkontenuntersuchung von 2017 überrascht.